# St. Nikolaus (Waal)

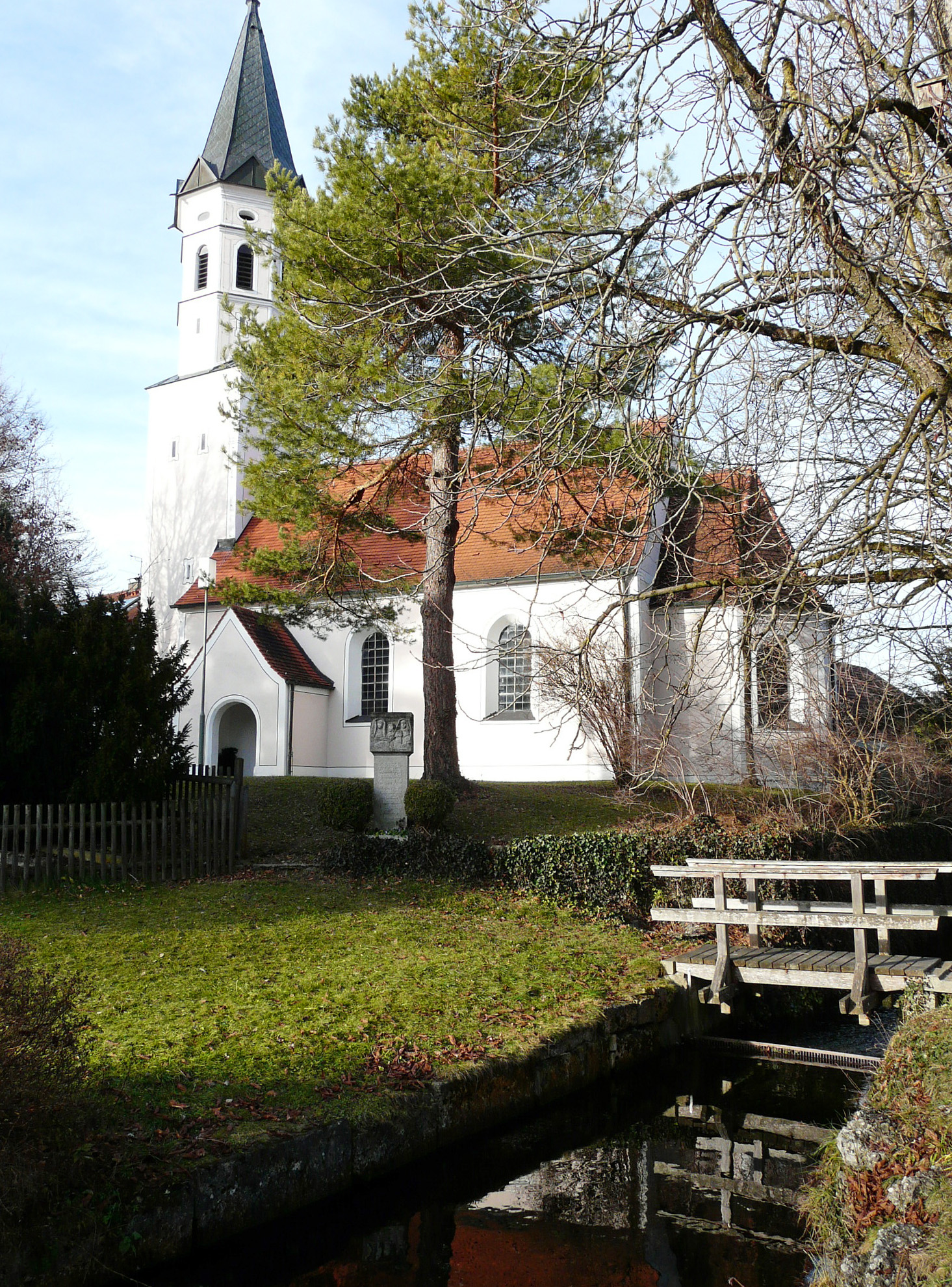
St. Nikolaus in Waal

Die römisch-katholische Filialkirche St. Nikolaus steht in Waal, einem Markt im schwäbischen Landkreis Ostallgäu in Bayern. Das Bauwerk ist in der Liste der Baudenkmäler in Waal als Baudenkmal unter der Nr. D-7-77-177-14 eingetragen.

## Beschreibung
Die Saalkirche wurde im 15. Jahrhundert errichtet. Sie besteht aus einem Langhaus, einem eingezogenen, dreiseitig geschlossenen Chor im Osten und einem Fassadenturm auf quadratischem Grundriss im Westen, dessen untere Geschosse spätromanisch sind, der im 17. Jahrhundert mit achteckigen Geschossen aufgestockt, das den Glockenstuhl beherbergt, und im 19. Jahrhundert zwischen den Dreiecksgiebeln mit einem spitzen Helm bedeckt wurde. Der Innenraum des Langhauses ist mit einer Flachdecke überspannt, der des Chors mit einem Stichkappengewölbe. Vor dem Altarretabel des neuromanischen Hochaltars befindet sich die Statue des Nikolaus von Myra. Die Statuen des heiligen Sebastian und des Rochus von Montpellier werden dem Umkreis von Lorenz Luidl zugeschrieben.